# Uruguayaans voetbalelftal in 2008
Het Uruguayaans voetbalelftal speelde in totaal elf interlands in het jaar 2008, waarvan slechts één duel (tegen aartsrivaal en buurland Argentinië) (2-1) werd verloren. De ploeg stond, net als het voorgaande jaar, onder leiding van bondscoach Oscar Tabárez. Op de FIFA-wereldranglijst steeg Uruguay in 2008 van de 28ste (januari 2008) naar de 23ste plaats (december 2008).

## Interlands
|                                    |                                    |       |                                   |                                                                                          |
| 6 februari Vriendschappelijk № 750 | Uruguay                            | 2 – 2 | Colombia                          | Estadio Centenario, Montevideo Toeschouwers: 31.000 Scheidsrechter: Líber Prudente (URU) |
| 6 februari Vriendschappelijk № 750 | Edinson Cavani 78' Luis Suárez 86' |       | 24' Edixon Perea 73' Edixon Perea | Estadio Centenario, Montevideo Toeschouwers: 31.000 Scheidsrechter: Líber Prudente (URU) |

|                                |                                  |       |                                                                      |                                                                                    |
| 25 mei Vriendschappelijk № 751 | Turkije                          | 2 – 3 | Uruguay                                                              | RewirpowerSTADION, Bochum Toeschouwers: 13.786 Scheidsrechter: Florian Meyer (GER) |
| 25 mei Vriendschappelijk № 751 | Arda Turan 13' Nihat Kahveci 51' |       | 31' (pen.) Luis Suárez 78' Luis Suárez 85' (pen.) Cristian Rodríguez | RewirpowerSTADION, Bochum Toeschouwers: 13.786 Scheidsrechter: Florian Meyer (GER) |

|                                |                                           |       |                                      |                                                                                    |
| 28 mei Vriendschappelijk № 752 | Noorwegen                                 | 2 – 2 | Uruguay                              | Ullevaal Stadion, Oslo Toeschouwers: 12.246 Scheidsrechter: Anthony Buttimer (IRL) |
| 28 mei Vriendschappelijk № 752 | Tarik Elyounoussi 50' John Arne Riise 85' |       | 43' Luis Suárez 69' Sebastián Eguren | Ullevaal Stadion, Oslo Toeschouwers: 12.246 Scheidsrechter: Anthony Buttimer (IRL) |

|                               |                  |       |                   |                                                                                            |
| 14 juni WK-kwalificatie № 753 | Uruguay          | 1 – 1 | Venezuela         | Estadio Centenario, Montevideo Toeschouwers: 41.831 Scheidsrechter: Alfredo Intriago (ECU) |
| 14 juni WK-kwalificatie № 753 | Diego Lugano 12' |       | 55' Ronald Vargas | Estadio Centenario, Montevideo Toeschouwers: 41.831 Scheidsrechter: Alfredo Intriago (ECU) |

|                               | |       |      |                                                                                      |
| 17 juni WK-kwalificatie № 754 | Uruguay | 6 – 0 | Peru | Estadio Centenario, Montevideo Toeschouwers: 20.016 Scheidsrechter: Pablo Pozo (CHI) |
| 17 juni WK-kwalificatie № 754 | Diego Forlán 8' Diego Forlán 37' (pen.) Diego Forlán 56' Carlos Bueno 61' Carlos Bueno 69' Sebastián Abreu 90' |       |      | Estadio Centenario, Montevideo Toeschouwers: 20.016 Scheidsrechter: Pablo Pozo (CHI) |

|                                       |                             |       |                                                               |                                                                                |
| 20 augustus Kirin Challenge Cup № 755 | Japan                       | 1 – 3 | Uruguay                                                       | Sapporo Dome, Sapporo Toeschouwers: 31.133 Scheidsrechter: Marcin Borski (POL) |
| 20 augustus Kirin Challenge Cup № 755 | Sebastián Eguren 48' (e.d.) |       | 55' Sebastián Eguren 83' Ignacio González 90' Sebastián Abreu | Sapporo Dome, Sapporo Toeschouwers: 31.133 Scheidsrechter: Marcin Borski (POL) |

|                                   |          |                      |         |                                                                                      |
| 6 september WK-kwalificatie № 756 | Colombia | 0 – 1                | Uruguay | Estadio El Campín, Bogota Toeschouwers: 35.024 Scheidsrechter: Leonardo Gaciba (BRA) |
| 6 september WK-kwalificatie № 756 |          | 15' Sebastián Eguren |         | Estadio El Campín, Bogota Toeschouwers: 35.024 Scheidsrechter: Leonardo Gaciba (BRA) |

|                                    |         |       |         |                                                                                      |
| 10 september WK-kwalificatie № 757 | Uruguay | 0 – 0 | Ecuador | Estadio Centenario, Montevideo Toeschouwers: 45.000 Scheidsrechter: Óscar Ruiz (COL) |
| 10 september WK-kwalificatie № 757 |         |       |         | Estadio Centenario, Montevideo Toeschouwers: 45.000 Scheidsrechter: Óscar Ruiz (COL) |

|                                  |                                   |       |                  |                                                                                           |
| 11 oktober WK-kwalificatie № 758 | Argentinië                        | 2 – 1 | Uruguay          | Estadio Monumental, Buenos Aires Toeschouwers: 42.421 Scheidsrechter: Carlos Torres (PAR) |
| 11 oktober WK-kwalificatie № 758 | Lionel Messi 5' Sergio Agüero 12' |       | 39' Diego Lugano | Estadio Monumental, Buenos Aires Toeschouwers: 42.421 Scheidsrechter: Carlos Torres (PAR) |

|                                  |                                       |       |                                      |                                                                                           |
| 14 oktober WK-kwalificatie № 759 | Bolivia                               | 2 – 2 | Uruguay                              | Estadio Hernando Siles, La Paz Toeschouwers: 21.075 Scheidsrechter: Héctor Baldassi (ARG) |
| 14 oktober WK-kwalificatie № 759 | Marcelo Moreno 15' Marcelo Moreno 42' |       | 63' Carlos Bueno 88' Sebastián Abreu | Estadio Hernando Siles, La Paz Toeschouwers: 21.075 Scheidsrechter: Héctor Baldassi (ARG) |

|                                               |           |       |         |                                                                                     |
| 19 november Vriendschappelijk № 760 21:00 uur | Frankrijk | 0 – 0 | Uruguay | Stade de France, Parijs Toeschouwers: 79.666 Scheidsrechter: Cyril Zimmermann (SUI) |
| 19 november Vriendschappelijk № 760 21:00 uur |           |       |         | Stade de France, Parijs Toeschouwers: 79.666 Scheidsrechter: Cyril Zimmermann (SUI) |

## FIFA-wereldranglijst
| JAN | FEB | MAR | APR | MEI | JUN | JUL | AUG | SEP | OKT | NOV | DEC |
| --- | --- | --- | --- | --- | --- | --- | --- | --- | --- | --- | --- |
| 28  | 30  | 29  | 27  | 28  | 26  | 22  | 24  | 22  | 20  | 23  | 23  |

## Statistieken
| Juan Castillo       | 1983-03-07 | Botafogo FR               | 6 | 1 | 0 | 8  | 0 |
| Fabián Carini       | 1979-12-26 | Real Murcia               | 5 | 0 | 0 | 73 | 0 |
| Verdediging         |            |                           |   |   |   |    |   |
| Diego Lugano        | 1980-11-02 | Fenerbahçe SK             | 9 | 0 | 2 |    |   |
| Diego Godín         | 1986-02-16 | Villarreal CF             | 9 | 0 | 0 |    |   |
| Martín Cáceres      | 1987-04-07 | FC Barcelona              | 8 | 1 | 0 |    |   |
| Maximiliano Pereira | 1984-06-08 | Benfica                   | 7 | 3 | 0 |    |   |
| Bruno Silva         | 1980-03-29 | Ajax Amsterdam            | 7 | 2 | 0 |    |   |
| Jorge Fucile        | 1984-11-19 | FC Porto                  | 4 | 0 | 0 |    |   |
| Carlos Valdez       | 1983-05-02 | Reggina Calcio            | 2 | 1 | 0 |    |   |
| Gerardo Alcoba      | 1984-11-25 | Peñarol                   | 1 | 1 | 0 | 2  | 0 |
| Diego Arismendi     | 1988-01-25 | Club Nacional             | 1 | 1 | 0 | 1  | 0 |
| Andrés Scotti       | 1975-12-14 | Argentinos Juniors        | 1 | 1 | 0 |    |   |
| Middenveld          |            |                           |   |   |   |    |   |
| Walter Gargano      | 1984-07-27 | SSC Napoli                | 9 | 0 | 0 |    |   |
| Cristian Rodríguez  | 1985-09-30 | FC Porto                  | 7 | 2 | 1 |    |   |
| Sebastián Eguren    | 1981-01-08 | Villarreal CF             | 6 | 1 | 3 |    |   |
| Ignacio González    | 1982-05-14 | Newcastle United          | 5 | 1 | 1 |    |   |
| Diego Pérez         | 1980-05-18 | AS Monaco                 | 5 | 0 | 0 |    |   |
| Álvaro González     | 1984-10-29 | Boca Juniors              | 2 | 2 | 0 |    |   |
| Álvaro Pereira      | 1985-11-28 | CFR Cluj                  | 1 | 0 | 0 |    |   |
| Robert Flores       | 1986-05-13 | CA River Plate            | 0 | 2 | 0 | 2  | 0 |
| Mathías Cardaccio   | 1987-10-02 | AC Milan                  | 0 | 1 | 0 |    |   |
| Jorge Rodríguez     | 1985-01-13 | CA River Plate Montevideo | 0 | 1 | 0 | 1  | 0 |
| Aanval              |            |                           |   |   |   |    |   |
| Luis Suárez         | 1987-01-24 | Ajax Amsterdam            | 8 | 2 | 4 | 16 | 6 |
| Diego Forlán        | 1979-05-19 | Atlético Madrid           | 7 | 0 | 3 |    |   |
| Carlos Bueno        | 1980-05-10 | Peñarol                   | 4 | 2 | 3 |    |   |
| Sebastián Abreu     | 1976-10-17 | Real Sociedad             | 3 | 5 | 3 |    |   |
| Henry Giménez       | 1986-03-13 | CA River Plate Montevideo | 2 | 0 | 0 | 2  | 0 |
| Vicente Sánchez     | 1979-12-07 | Schalke 04                | 1 | 4 | 0 |    |   |
| Edinson Cavani      | 1987-02-14 | US Palermo                | 1 | 3 | 1 |    |   |
| Sebastián Fernández | 1985-05-23 | CA Banfield               | 0 | 2 | 0 |    |   |
| Javier Chevantón    | 1980-08-17 | Sevilla FC                | 0 | 1 | 0 |    |   |

AUF · A-internationals · Selecties · Bondscoaches · Uruguayaans vrouwenelftal · Olympisch elftal · Uruguay U21 · Uruguay U20 · Uruguay U19 · Uruguay U18 · Uruguay U17
1900 – 1909 ·
1910 – 1919 ·
1920 – 1929 ·
1930 – 1939 ·
1940 – 1949 ·
1950 – 1959 ·
1960 – 1969 ·
1970 – 1979 ·
1980 – 1989 ·
1990 – 1999 ·
2000 – 2009 ·
2010 – 2019 ·
2020 – 2029
WK 1930 · 
WK 1950 · 
WK 1954 · 
WK 1962 · 
WK 1966 · 
WK 1970 ·
WK 1974 · 
WK 1986 · 
WK 1990 · 
WK 2002 · 
WK 2010 · 
WK 2014 · 
WK 2018
OS 1924 · 
OS 1928 ·
OS 2012
1902 · 
1903 · 
1904 · 
1905 · 
1906 · 
1907 · 
1908 · 
1909 ·
1910 · 
1911 · 
1912 · 
1913 · 
1914 · 
1915 · 
1916 · 
1917 · 
1918 · 
1919 ·
1920 · 
1921 · 
1922 · 
1923 · 
1924 · 
1925 · 
1926 · 
1927 · 
1928 · 
1929 ·
1930 · 
1931 · 
1932 · 
1933 · 
1934 · 
1935 · 
1936 · 
1937 · 
1938 · 
1939 ·
1940 · 
1941 · 
1942 · 
1943 · 
1944 · 
1945 · 
1946 · 
1947 · 
1948 · 
1949 ·
1950 · 
1951 · 
1952 · 
1953 · 
1954 · 
1955 · 
1956 · 
1957 · 
1958 · 
1959 ·
1960 · 
1961 · 
1962 · 
1963 · 
1964 · 
1965 · 
1966 · 
1967 · 
1968 · 
1969 ·
1970 · 
1971 · 
1972 · 
1973 · 
1974 · 
1975 · 
1976 · 
1977 · 
1978 · 
1979 ·
1980 · 
1981 · 
1982 · 
1983 · 
1984 · 
1985 · 
1986 · 
1987 · 
1988 · 
1989 ·
1990 ·
1991 · 
1992 · 
1993 · 
1994 · 
1995 · 
1996 · 
1997 · 
1998 · 
1999 · 
2000 · 
2001 · 
2002 · 
2003 · 
2004 · 
2005 · 
2006 · 
2007 · 
2008 · 
2009 · 
2010 · 
2011 · 
2012 · 
2013 · 
2014 · 
2015 · 
2016 ·
2017 ·
2018 ·
2019 ·
2020 ·
2021 ·
2022 ·
2023 ·
2024
Algerije ·
Angola ·
Argentinië ·
Australië ·
België ·
Bolivia ·
Brazilië ·
Bulgarije ·
Canada ·
Chili ·
China ·
Colombia ·
Costa Rica ·
Cuba ·
DDR ·
Denemarken ·
Duitsland ·
Ecuador ·
Egypte ·
Engeland ·
Estland ·
 Finland ·
Frankrijk ·
Georgië ·
Ghana ·
Guatemala ·
Haïti ·
Honduras ·
Hongarije ·
Ierland ·
India ·
Indonesië ·
Irak ·
Iran ·
Israël ·
Italië ·
Ivoorkust ·
Jamaica ·
Japan ·
Joegoslavië ·
Jordanië ·
Libië ·
Luxemburg ·
Maleisië ·
Mexico ·
Marokko ·
Nederland ·
Nicaragua ·
Nieuw-Zeeland ·
Nigeria ·
Noord-Ierland ·
Noorwegen ·
Oekraïne ·
Oezbekistan ·
Oman ·
Oostenrijk ·
Panama ·
Paraguay ·
Peru ·
Polen ·
Portugal ·
Roemenië ·
Rusland ·
Saarland ·
Saoedi-Arabië ·
Schotland ·
Senegal ·
Servië & Montenegro ·
Singapore ·
Slovenië ·
Sovjet-Unie ·
Spanje ·
Tahiti ·
Thailand ·
Trinidad en Tobago · 
Tsjechië ·
Tsjecho-Slowakije ·
Tunesië · 
Turkije ·
Venezuela ·
Verenigde Arabische Emiraten ·
Verenigde Staten ·
Wales ·
Zuid-Afrika ·
Zuid-Korea ·
Zweden ·
Zwitserland
Argentinië (1986) ·
België (1990) ·
Brazilië (1950) · 
Colombia (2014) ·
Costa Rica (2014) ·
Denemarken (1986) ·
Denemarken (2002) ·
Duitsland (2010) ·
Egypte (2018) ·
Engeland (2014) ·
Frankrijk (2002) ·
Frankrijk (2010) ·
Frankrijk (2018) ·
Ghana (2010) ·
Italië (1990) ·
Italië (2014) ·
Mexico (2010) ·
Nederland (1974) ·
Nederland (2010) ·
Portugal (2018) ·
Rusland (2018) ·
Saoedi-Arabië (2018) ·
Schotland (1986) ·
Senegal (2002) ·
Spanje (1990) ·
West-Duitsland (1986) ·
Zuid-Afrika (2010) ·
Zuid-Korea (1990) ·
Zuid-Korea (2010)